# Luís Alberto
Luís Alberto (17 de noviembre de 1983) es un futbolista brasileño que se desempeña como centrocampista.
Jugó para clubes como el Bahia, Cruzeiro, Nacional, Braga, CFR Cluj, CD Tondela, Kashima Antlers, Aves y Académico de Viseu.
Mientras jugaba con el Cluj ganó una reputación buena porque marcó un gol contra el Manchester United en la Liga de Campeones de la UEFA 2012-13.
En el abril de 2016, en un partido con Tondela contra el FC Porto, marcó el único gol del partido desde lejos del área que bajó las oportunidades del Porto para ganar el título de liga. Fue un partido importante porque Tondela estuvo en el puesto 17, en la zona de relegación, durante ese momento, y la victoria le ayudó a que saliera de esa zona y se quedará en primera división. 

## Trayectoria

### Clubes
| Club               | País           | Año         |
| ------------------ | -------------- | ----------- |
| Bahia              | Brasil         | 2003 - 2006 |
| Al-Ettifaq         | Arabia Saudita | 2005 - 2006 |
| São Caetano        | Brasil         | 2007        |
| Cruzeiro           | Brasil         | 2007 - 2008 |
| Nacional           | Portugal       | 2008 - 2012 |
| Braga              | Portugal       | 2012 - 2014 |
| CFR Cluj           | Rumania        | 2012 - 2013 |
| Vitória            | Brasil         | 2013        |
| Kashima Antlers    | Japón          | 2014        |
| Tondela            | Portugal       | 2015 - 2016 |
| Chaves             | Portugal       | 2016        |
| Aves               | Portugal       | 2017        |
| Académico de Viseu | Portugal       | 2017 - 2018 |
| Varzim             | Portugal       | 2018 -      |